# ペインテッド・ヒルズ
座標: 北緯44度39分41秒 西経120度16分23秒 / 北緯44.6615223度 西経120.2730726度
ペインテッド・ヒルズ（英: Painted Hills）は、ジョン・デイ化石層国定公園を構成するアメリカ合衆国オレゴン州ウィーラー郡の一地域の名称である。ベンドの東 121 km (75 mi)、ミッチェルの北西 14 km (9 mi) の地点に位置し、その面積は 1,267 ha (3,312 acres) に上る。
ペインテッド・ヒルズの名称は、丘の斜面に見られ様々な時代を反映する色彩豊かな地層から付けられたものである。大昔、同地域が川の氾濫原だった時代に形成された。
黒い土は、かつて氾濫原に沿って生育していた植物から作られた亜炭である。灰色のものは泥岩、シルト岩、頁岩である。
赤いものは、この地域が暖かく湿気が高かった頃、氾濫原の沈殿物から作られたラテライト土壌である。
初期のウマ、ラクダ、サイの化石が数多く発見されることから、ペインテッド・ヒルズは古脊椎動物学における重要な地域となっている。

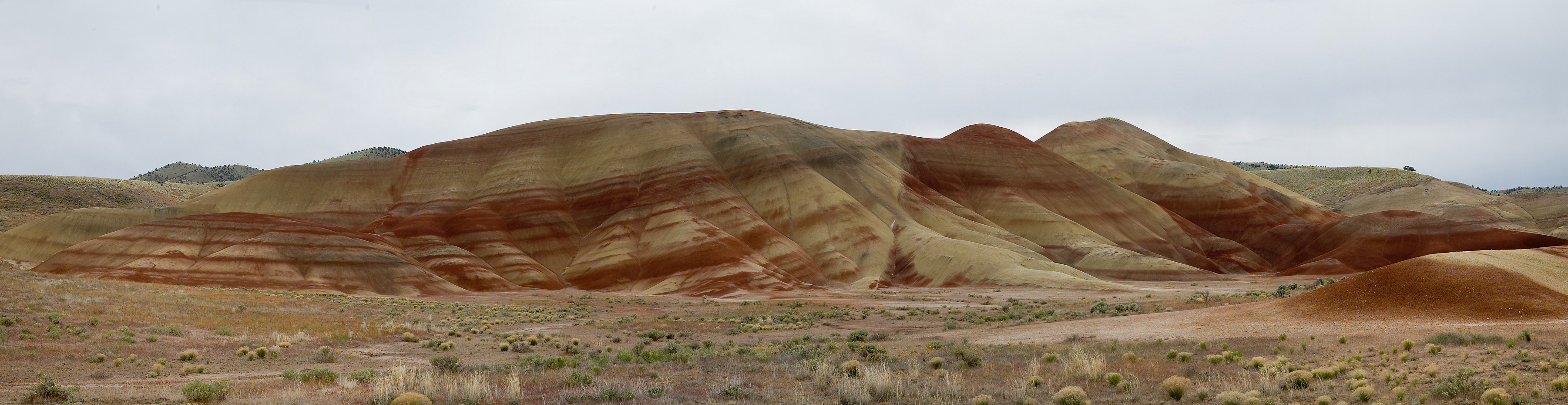
ペインテッド・ヒルズ